# Драгор
Драгор је река у Северној Македонији, десна притока Црне реке. Извире на планини Баба. Дуга је 32 км. Протиче кроз Битољ, где му је корито регулисано и поплочано.
На прелазном подручју из планинског у низијски део налазе се око његовог тока флувиоглацијални наноси и наплавине, на којим и лежи град Битољ.